# Architecture néoclassique en Hongrie

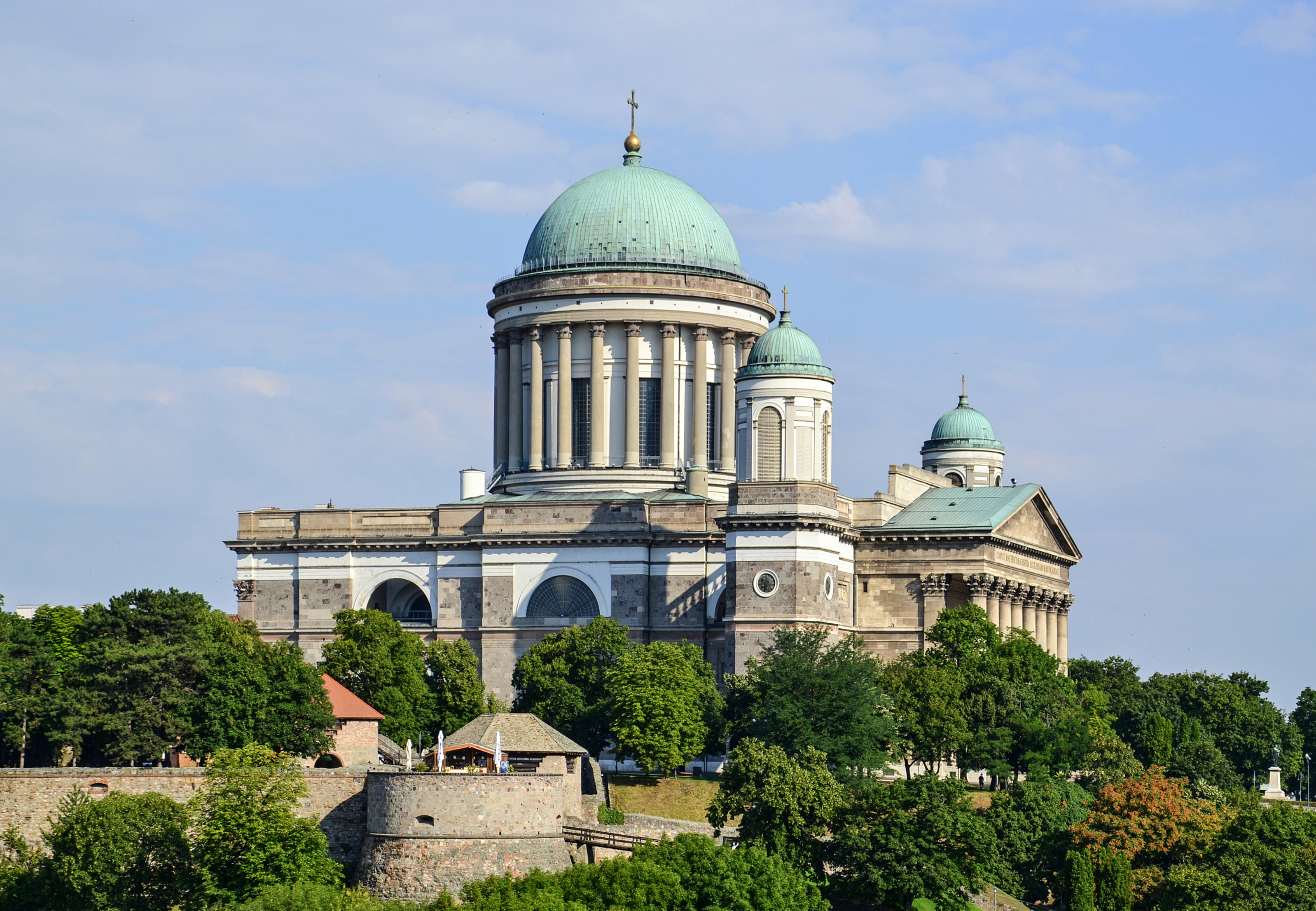
La cathédrale Saint-Adalbert d'Esztergom, construite entre 1822 et 1845.

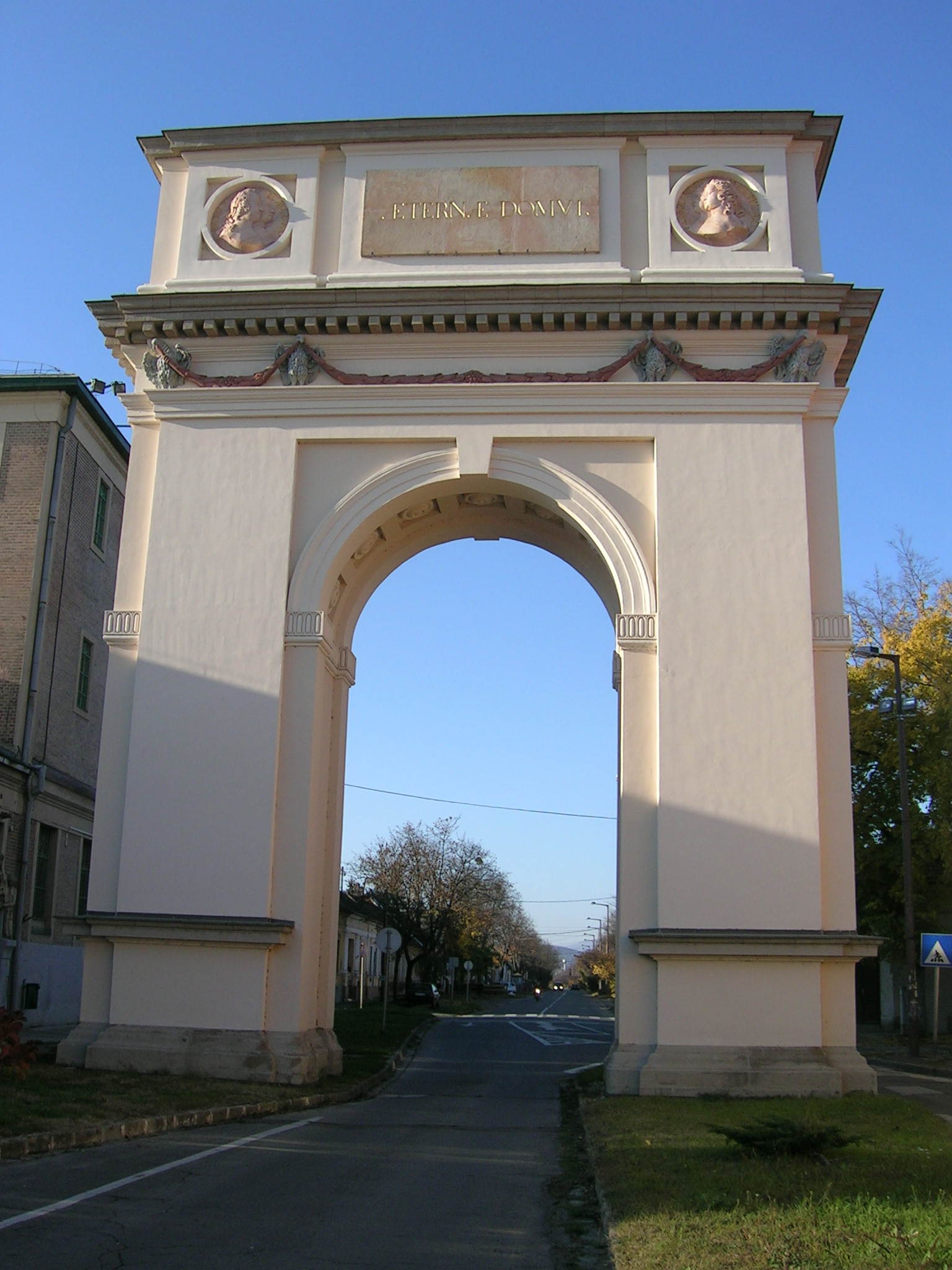
L'arc de triomphe de Vác, construit en 1764 par Isidor Canevale.

L'architecture néoclassique en Hongrie apparait aux environs des années 1760, et se poursuit tout au long de la première moitié du XIXe siècle. L'architecture néoclassique rejette les excès de la période baroque pour s'inspirer directement de l'architecture antique, ce qui est facilité par la large diffusion des relevés architecturaux de monuments romains ou grecs (parallèlement à l'essor de l'imprimerie au XVIIIe siècle). Le culte de l'Antiquité qui resurgit en Europe à la fin du siècle s'affirme en architecture par des références et des emprunts de plus en plus nombreux à mesure que l'archéologie progresse. La Hongrie du XVIIIe siècle et du XIXe siècle, organisée en royaume de 1718 jusqu'en 1867, est encore rattachée à l'Autriche sous l'égide des Habsbourg,.

## Historique
La première réalisation proprement néoclassique est l'arc de triomphe de Vác, réalisé en 1764 par Isidor Canevale sur la commande du cardinal Migazzi. Un projet d'agrandissement de la ville avait été lancé par l'archevêque Esterhazy en 1759, qui commanda la construction aux abords de la vieille ville d'un ensemble architectural comprenant une cathédrale conçue par Isidor Canevale ainsi qu'un collège et une place pour la cathédrale délimitée par des colonnades, mais ces dernières, référence évidente à Saint-Pierre de Rome, ne furent finalement pas réalisées. Vác est une ville ayant été occupée pendant de nombreuses années par les Ottomans, aussi ces monuments symbolisent-ils le renouveau urbanistique amorcé après la conquête de la ville par les Habsbourg, visant à étendre la ville au-delà de son centre historique. L'arc de triomphe a été élevé à l'occasion de la visite impériale de Marie-Thérèse et de François-Etienne. Vác connait alors une grande prospérité, et Migazzi tient à montrer sa fidélité au couple impérial. Il se démarque par sa composition innovante, l'architecte renonçant à l'emploi de colonnes ou de pilastres au profit de simples dosserets reposant sur des piédestaux ; l'arcade en elle-même est construite en retrait. Un attique orné des bustes du couple impérial couronne l'ensemble, séparé visuellement par un entablement dont la frise est ornée de guirlandes. La parcimonie du décor, et la qualité de sa composition sont e cohérence avec le reste du programme urbain, dont la cathédrale construite de 1760 à 1777. La façade de cette dernière est d'une étonnante simplicité, sans pour autant qu'elle ne perde en monumentalité : un portique colossal surmonté d'un attique sur lequel repose des statues se détache d'une façade plate couronnée par deux clochers bas. La cathédrale de Vac servira de modèle pour un grand nombre d'églises néoclassiques hongroises, telles que la cathédrale d'Esztergom réalisée entre 1822 et 1845, d'Eger construite par Joseph Hild entre 1831 et 1839 ou encore celle de Szombathely construite entre 1791 et 1797 par Melchior Hefele, toutes perdant quelque peu de la monumentalité du modèle original. A Debrecen, c'est le temple calviniste (le Nagytemplom), construit entre 1805 et 1824 qui s'inspirera de la cathédrale de Vác. Cet édifice est bâti sur un plan cruciforme, et le transept semble occuper la plus grande place, étant donné la taille plus modeste du chœur, aussi sa façade s'étire-t-elle en longueur, sans qu'une coupole placée à la croisée ne renverse l'impression de disproportion.

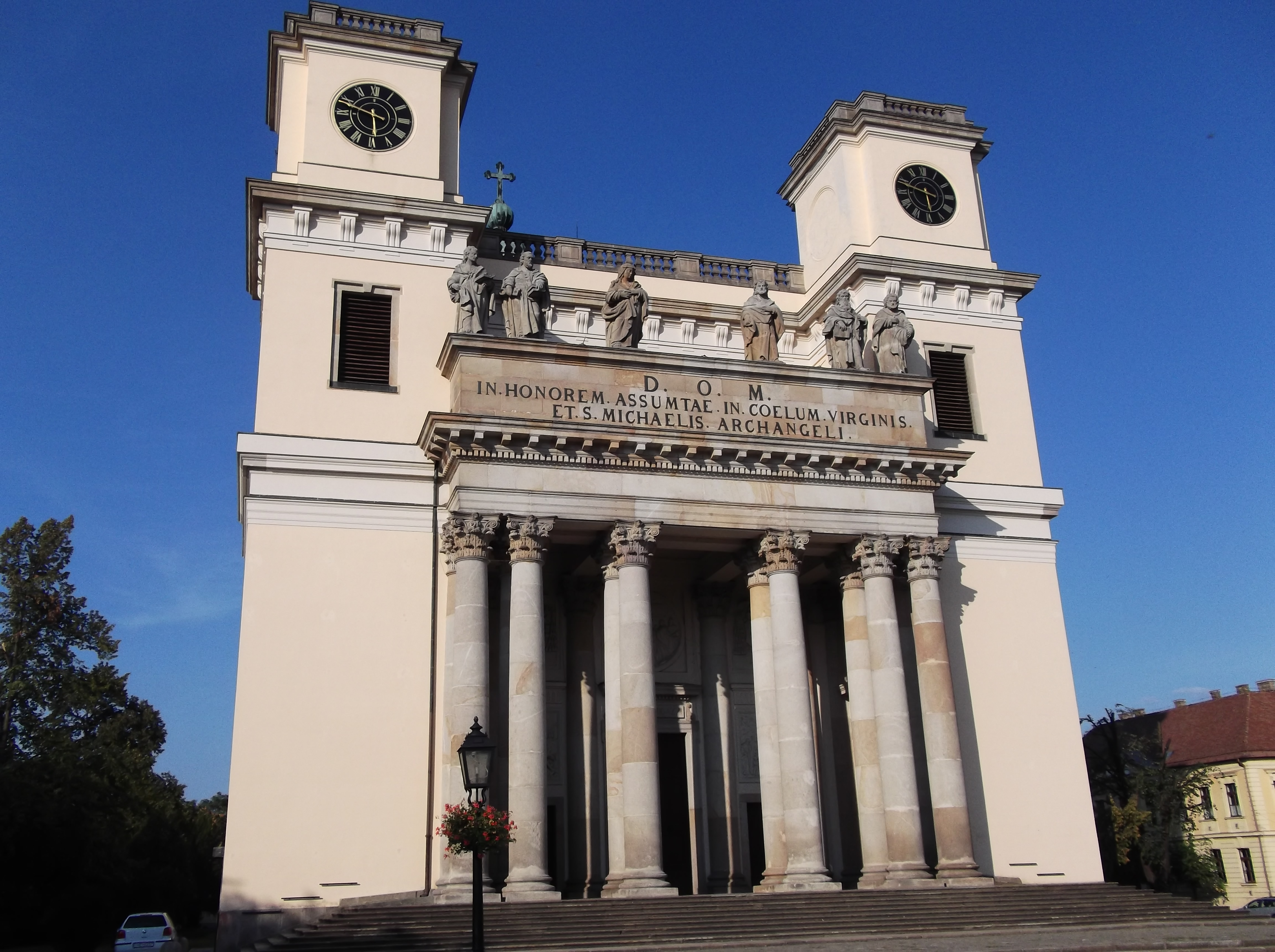
La cathédrale Notre-Dame-de-l'Assomption de Vác construite entre 1760 et 1777 par Isidor Canevale.

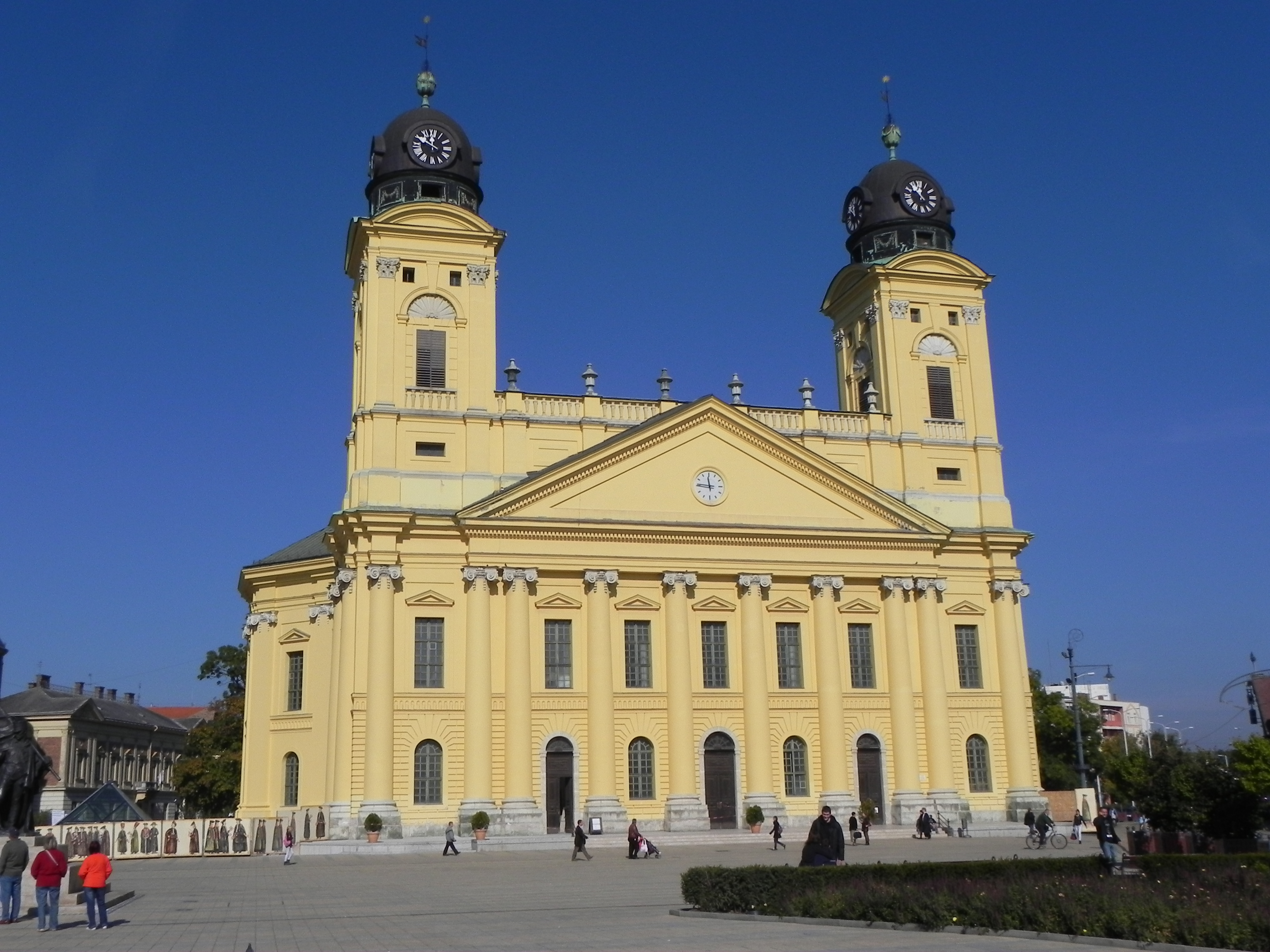
La grande église réformée de Debrecen, construite en 1824.

La primatiale d'Esztergom constitue la cathédrale néoclassique la plus aboutie en Hongrie, elle fut projetée dès les années 1760, confiée alors à Isidor Canevale, mais le projet ne débutera réellement qu'à partir des années 1820. Le projet, comprenant la cathédrale ainsi qu'un ensemble de bâtiments capitulaires, est confié aux architectes Ludwig von Remy et Paul Kühnel. Ceux-ci s'inspirent de l'Escurial et de l'organisation du Vatican, l'ensemble doit en effet rassembler une cathédrale, les habitations des chanoines, un palais épiscopal et un séminaire. Johan Packh révise les plans de Kühnel à partir de 1824 et Joseph Hild l'assiste pour mener à bien ce projet une nouvelle fois révisé et achevé en 1845. De plan basilical, la cathédrale est dominée par sa coupole haute de plus de 70 mètres reposant sur un édifice monoptère monumental (comprenant 24 colonnes).
L'architecture néoclassique se voit progressivement supplantée au XIXe siècle par les historicismes néo-renaissance et néo-gothique, avant le triomphe de l'éclectisme qui donnera notamment naissance bien plus tardivement au célèbre Parlement de Budapest, construit entre 1882 et 1902 par Imre Steindl, dans un style néogothique de composition symétrique baroque, inspiré du Palais de Westminster construit à partir de 1840.